# Aedes mediopunctatus
Aedes mediopunctatus är en tvåvingeart som först beskrevs av Theobald 1905.  Aedes mediopunctatus ingår i släktet Aedes och familjen stickmyggor.
Artens utbredningsområde är Sri Lanka. Inga underarter finns listade i Catalogue of Life.